# Valentin Abgottspon

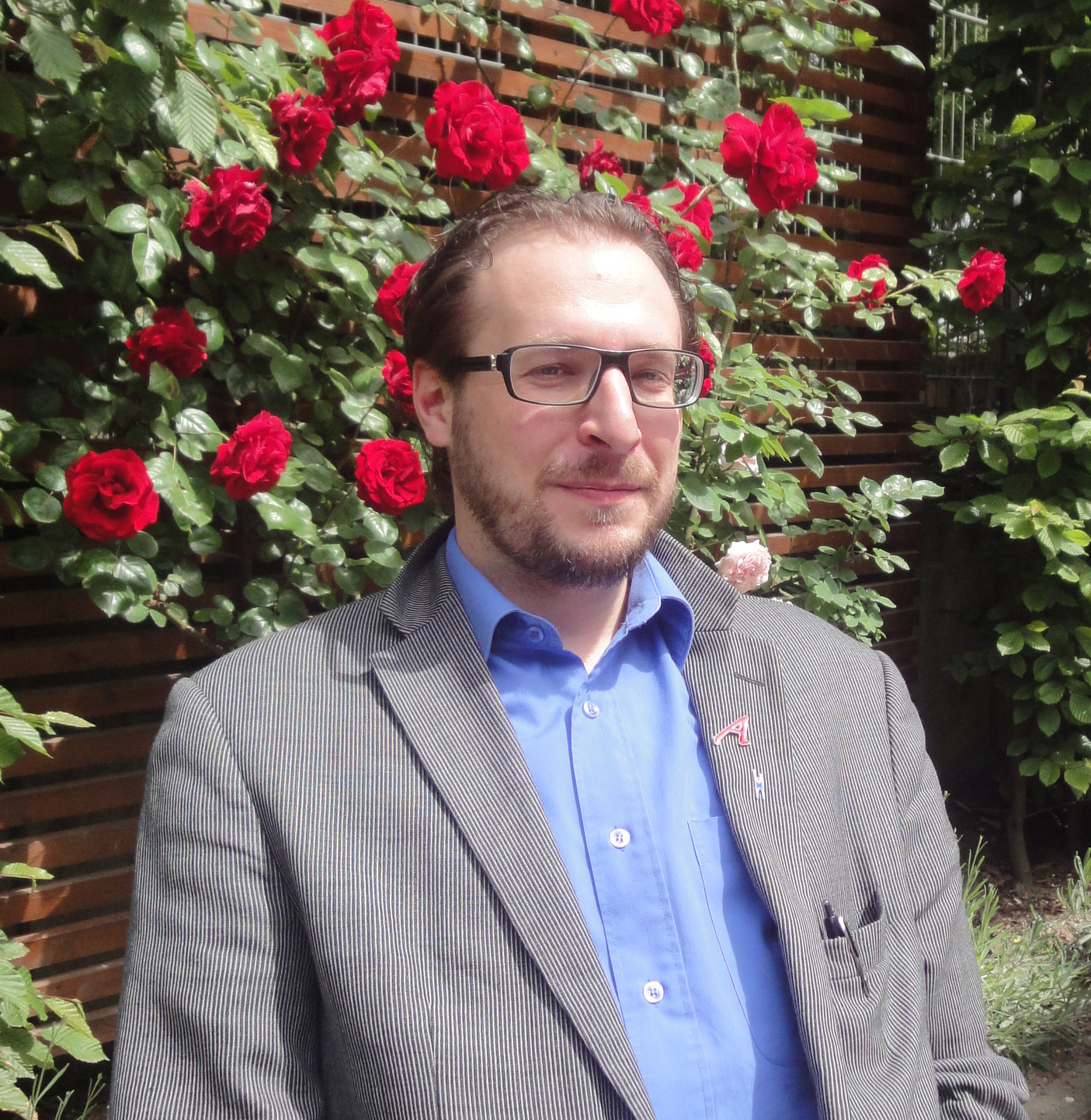
Valentin Abgottspon, 2012

Valentin Abgottspon (geboren am 25. September 1979 in Visp) ist ein Schweizer Lehrer, Freidenker und Aktivist. Er erhielt im Rahmen einer Kruzifix-Affäre schweizweite Aufmerksamkeit und gilt als einer der bekanntesten Freidenker des Landes.

## Leben
Valentin Abgottspon wuchs in einem liberalen katholischen Haushalt auf. Er besuchte die Schule in Stalden und darauf das Kollegium Brig, an welchem er 1999 die Matur abschloss. Er studierte an der Universität Freiburg während sechs Jahren Germanistik und Philosophie. 2011 war Abgottspon für den Prix Courage nominiert. 2014 lancierte Abgottspon mit dem Initiativkomitee säkulares Wallis, dessen Präsident er ist, eine kantonale Volksinitiative mit dem Ziel, die strikte Trennung von Kirche und Staat in der Kantonsverfassung zu verankern. Die Unterschriftensammlung wurde jedoch im darauffolgenden Jahr eingestellt, da zu wenige Unterschriften zusammengekommen waren. Abgottspon gründete 2010 die Freidenker-Sektion Wallis mit und wurde deren Präsident, zudem ist er Co-Präsident der Freidenker-Vereinigung der Schweiz. Er ist Mitglied der Piratenpartei Schweiz, für die er 2018 für den Grossen Rat des Kantons Bern kandidierte.
Abgottspon ist verheiratet und Vater einer Tochter und eines Sohnes. Er ist als Ritualbegleiter und -gestalter tätig.

## Kruzifix-Affäre
Nachdem Abgottspon Lehrer an der Orientierungsschule in Stalden geworden war, begann er, sich zunehmend an der starken Präsenz der katholischen Kirche im Schulalltag zu stören. Er entfernte deshalb das in seinem Klassenzimmer hängende Kruzifix und lehnte es ab, seine Schüler auf die «Aufgaben als Mensch und Christ» vorzubereiten, wie es im Walliser Unterrichtsgesetz vorgeschrieben ist, mit der Begründung, dass dies der Neutralitätspflicht des Staates widerspreche. Als nach der Gründung der Walliser Sektion der Freidenker öffentlich Kritik an Abgottspon geübt worden war, forderten die Behörden unter anderem das Wiederanbringen des Kreuzes und warfen Abgottspon vor, die Schule als Plattform für eine ideologische Kampagne zu missbrauchen.
Im Oktober 2010 wurde Abgottspon von der Regionalschule Stalden fristlos entlassen. Er äusserte daraufhin die Meinung, dieser Entscheid beruhe auf seiner Weigerung, ein Kruzifix in seinem Klassenzimmer wieder aufzuhängen. Die Schule widersprach und erklärte die Entlassung unter anderem wegen mangelnden Respekts gegenüber den Vorgesetzten sowie Fehlens eines stufengerechten Diploms und eines zerstörten Vertrauensverhältnisses, so dass eine Zusammenarbeit nicht mehr möglich sei.
Im August 2011 stellte sich der Walliser Staatsrat hinter die Schule, der Dachverband Schweizer Lehrerinnen und Lehrer stellte sich hingegen auf Abgottspons Seite. Dieser reichte eine Verwaltungsgerichtsbeschwerde beim Walliser Kantonsgericht ein. Dieses hiess Abgottspons Beschwerde gut mit der Begründung, dass nur ein besonders schwerwiegendes Fehlverhalten zu einer fristlosen Entlassung ohne Abmahnung führen könne. Zudem sei Abgottspons Recht auf rechtliches Gehör verletzt worden. Der Gerichtsentscheid berechtigte Abgottspon allerdings nicht zum Anspruch auf Wiederbeschäftigung. Auch der Rechtsprofessor Markus Schefer sah Abgottspon in einem Gutachten im Recht und stützte seine Aussagen über das Verhältnis von Kirche und Schulunterricht.